# Скиада, Михаил Михайлович
Михаи́л Миха́йлович Скиа́да (1826, Бобров, Воронежская губерния — 30 августа 1888, Воронеж) — российский историк-краевед, журналист и писатель.

## Биография
Родился в 1826 году в городе Боброве Воронежской губернии. Выходец из одного из податных сословий. Учился в Лазаревском институте восточных языков, затем в Московском университете и на юридическом факультете Харьковского университета, который окончил в 1847 году. С 1847 по 1857 году предодавал законоведение в Тамбовской гимназии. С 1857 года преподаватель воронежского кадетского корпуса и одновременно судебный следователь Воронежского уезда. С 1861 по 1863 годы секретарь Воронежского губернского статистического комитета, в деятельности которого принимал активное участие до самой смерти. С 1861 года сочинения Скиады публиковались в «Памятных книжках Воронежской губернии». С 1863 по 1866 годы акцизный чиновник. С 1866 года присяжный поверенный. С 1868 года редактор воронежской газеты «Дон». С 1869 по 1884 годы помощник председателя Воронежского губернского статистического комитета. Скончался в Воронеже 30 августа 1888 года.

### Краеведческие
- Историко-статистические очерки Воронежской губернии (1861)
- Судоходство по реке Дону в Воронежской губернии (1861, в соавторстве с П. Д. Шапошниковым)
- Старые и новые торговые пути сообщения в Воронежском крае (1871, в соавторстве с П. Д. Шапошниковым)
- Сословие прикащиков ввиду нового городового положения (1871)
- Очерк кустарных промыслов Воронежской губернии (1882)

### Художественные
- Неверность поневоле (1873, авантюрный роман из жизни средневековой Италии)
- Рассказы битюцкого старожила (предположительно, 1874, опубликовано в газете «Дон»)

### Перевод
- Рене Декарт. О методе для правильного развития разума и для изыскания истины в науках (1873)